# 施諦文
施諦文爵士，GCMG，MLC，CP（英語：Sir Ralph Clarmont Skrine Stevenson，1895年5月16日—1977年6月23日）英國外交官。1943年至1946年，任英國駐南斯拉夫公使。1946年至1950年任英國駐華大使。1950年至1955年任英國駐埃及大使。1955年到1970年任马恩岛立法委员会議員。